# Bernd Tramp
Bernd Tramp (* 1. September 1952 in Wittenberg) ist ein ehemaliger deutscher Fußballspieler. In der höchsten Spielklasse des DDR-Fußballs, der Oberliga, spielte er für den 1. FC Lokomotive Leipzig. Von 1969 bis 1971 war er Nationalspieler für den DFV im  Juniorenbereich.

## Sportliche Laufbahn

### Gemeinschafts- und Clubstationen
Mit dem Fußball begann Tramp organisiert 1963 bei der BSG Motor Ost Leipzig. Zwei Jahre später wechselte er zum SC Leipzig, dessen Fußballabteilung sich wenig später als 1. FC Lokomotive Leipzig aus dem Sportclub löste. Zur Saison 1968/69 wurde der 16-jährige Bernd Tramp vom 1. FC Lok in dessen Juniorenoberligamannschaft aufgenommen. Dort spielte er bis 1971, wurde aber in der Spielzeit 1970/71 bereits in fünf Spielen der DDR-Oberliga eingesetzt. Während er bei seinem ersten Einsatz in der Begegnung 1. FC Union Berlin – 1. FC Lok (2:1) noch im Mittelfeld aufgeboten wurde, kam er in den folgenden vier Spielen im Angriff zum Einsatz. Bis auf eine Partie absolvierte er jeweils die volle Spieldauer. Für die Saison 1971/72 wurde der Maschinenbauer offiziell in den Oberligakader übernommen, kam jedoch als Einwechselspieler nur zu zwei Kurzeinsätzen. Stattdessen spielte der 1,78 Meter große frühere Juniorenauswahlspieler in der drittklassigen Bezirksliga in der Lok-Reserve, mit der er am Saisonende in die DDR-Liga aufstieg.
In der Folgezeit spielte Tramp bis 1976 ausschließlich in der 2. Mannschaft des 1. FC Lok, unterbrochen durch einen einjährigen Reservistendienst in der Nationalen Volksarmee. 1975 stieg die 2. Mannschaft wieder in die Bezirksliga ab. Nachdem 1976 die 2. Mannschaften der Erstligaclubs und -gemeinschaften in die Nachwuchsoberliga überführt wurden, verließ er nach sieben Oberligaspielen sowie 29 DDR-Ligaeinsätzen mit vier Toren den 1. FC Lokomotive und schloss sich dem DDR-Ligisten BSG Aktivist Espenhain, bei dem er auf weitere zahlreiche ehemalige Leipziger Spieler traf.
In Espenhain stieg Tramp zu Beginn der Rückrunde der Saison 1976/77 ein, absolvierte alle acht Ligaspiele und erzielte drei Tore. Danach gehörte er drei Spielzeiten lang zum Stammkader der BSG Aktivist, bei der er von 66 ausgetragenen Spielen in der DDR-Liga 61 Begegnungen bestritt. Er schoss weitere 18 Tore, wobei er mit acht Treffern 1977/78 am erfolgreichsten war. 1980/81 bestritt Tramp mit der BSG Aktivist Espenhain seine letzte Saison im höherklassigen Fußball. Er kam nur noch mit fünf Ligaspielen in der Hinrunde zum Einsatz, die BSG stieg am Saisonende aus der DDR-Liga ab. 1983 wurde er mit Aktivist Espenhain Bezirkspokalsieger jener Mannschaft, deren Übungsleiter er von 1986 bis 1988 war.

### Auswahleinsätze
Zwischen November 1969 und Mai 1971 wurde der Lok-Angreifer in 16 Partien der DDR U-18 eingesetzt. Mit der Auswahl belegte er im September 1970 in Polen den 6. Platz bei den Jugendwettkämpfen der Freundschaft. Im Mai 1971 war er Teil des ostdeutschen Kaders für das UEFA-Juniorenturnier, der inoffiziellen Europameisterschaft in dieser Altersklasse. Beim in der damaligen ČSSR ausgetragenen Vorläufer der heutigen Junioren-EM erreichte die DFV-U-18 den 3. Platz mit Tramp, der auch im kleinen Finale gegen die UdSSR (Sieg nach Elfmeterschießen) eingesetzt wurde.